# Madame Mystery
Pour plus de détails, voir Fiche technique et Distribution.
Madame Mystery est une comédie muette de Richard Wallace et Stan Laurel sortie en 1926.

## Synopsis
Le Gouvernement charge Madame Mysterieux de livrer un explosif récemment découvert, du nitrate d'hélium, à New York.
Sur le bateau traversant l’Atlantique, deux agents secrets d'un pays étranger la surveillent de près. Les deux hommes parviennent finalement à s'emparer du gaz, et l'un des acolytes, l'ayant caché par mégarde dans sa bouche, l'avale. L'homme se met alors à gonfler et décolle dans les airs. Mais un pélican donne un coup de bec à l'infortuné et ce dernier explose.

## Fiche technique
- Titre original : Madame Mystery
- Titre français : Madame Mystery
- Réalisation : Richard Wallace et Stan Laurel
- Scénario : Carl Harbaugh, Krag Johnson, Grover Jones, Stan Laurel et Hal Roach
- Intertitres : H. M. Walker
- Photographie : Floyd Jackman, Harry W. Gerstad et Len Powers
- Montage : Richard C. Currier
- Directeur de la production : F. Richard Jones
- Producteur : Hal Roach
- Société de production : Hal Roach Studios
- Société de distribution : Pathé Exchange
- Pays de production : États-Unis
- Langue : intertitres en anglais
- Format : Noir et blanc - 35 mm - 1,37:1  -  Muet
- Genre : comédie
- Longueur : deux bobines
- Date de sortie : États-Unis : 12 mars 1926

## Distribution
Source principale de la distribution :
- Theda Bara : Madame Mysterieux
- Tyler Brooke : l'artiste affamé
- James Finlayson : l'auteur qui « tire le Diable par la queue »
- Oliver Hardy : Capitaine Schmalz
- Fred Malatesta : « l'homme aux mille yeux »
- Martha Sleeper :
- Sammy Brooks[2] :
- Helen Gilmore :
- William Gillespie :

## Autour du film
Ce film est la dernière apparition de Theda Bara à l'écran. Elle avait signé un contrat l'engageant dans de nombreuses autres comédies mais elle se retira définitivement du cinéma à la demande de son mari, Charles Brabin.